# Associazione Sportiva Forlì 1930-1931
Questa voce raccoglie le informazioni riguardanti l'Associazione Sportiva Forlì nelle competizioni ufficiali della stagione 1930-1931.

## Rosa
| N. |                   | Ruolo | Calciatore            |
| -- | ----------------- | ----- | --------------------- |
|    | Italia (bandiera) | P     | Ercole Foschini       |
|    | Italia (bandiera) | D     | Alessandro Giundarini |
|    | Italia (bandiera) | C     | Alberto Ghillini      |
|    | Italia (bandiera) | D     | Tonino Gramellini     |
|    | Italia (bandiera) | A     | Giuseppe Godino       |
|    | Italia (bandiera) | C     | Grosso                |
|    | Italia (bandiera) | C     | Giuseppe Mazzoli      |
|    | Italia (bandiera) | C     | Morelli               |
|    | Italia (bandiera) | D     | Mario Musso           |

| N. |                   | Ruolo | Calciatore           |
| -- | ----------------- | ----- | -------------------- |
|    | Italia (bandiera) | A     | Arrigo Podetti       |
|    | Italia (bandiera) | D     | Quadrelli            |
|    | Italia (bandiera) | P     | Nettuno Romualdi (I) |
|    | Italia (bandiera) | A     | Furio Romualdi (II)  |
|    | Italia (bandiera) | A     | Rossetti             |
|    | Italia (bandiera) | A     | Alfredo Rustignoli   |
|    | Italia (bandiera) | D     | Stelio Varoli        |
|    | Italia (bandiera) | A     | Alfredo Simoni       |